# Johann Baptist von Spix
Johann Baptist Spix (sa particule von a été ajoutée vers 1820) est un zoologiste et explorateur allemand, né le 9 février 1781 à Höchstadt-an-der-Aisch en Bavière et mort le 15 mai 1826 à Munich.

## Biographie
Il s'oriente tout d'abord vers la théologie et passe plusieurs années aux séminaires de Bamberg et de Wurtzbourg. En 1804, il décide de s'orienter vers des études de médecine à l’université de Wurtzbourg. Durant ses études, il voyage en Italie et en France où il rencontre Georges Cuvier et Étienne Geoffroy Saint-Hilaire. Il obtient deux ans plus tard un titre de docteur et exerce la médecine d'abord à Wurtzbourg, puis à Bamberg.
En 1811, il devient le premier conservateur du département de zoologie de l'Académie royale des sciences de Bavière de Munich, aujourd'hui Zoologische Staatssammlung München.
Sa correspondance avec Alexander von Humboldt lui donne l'envie de monter une expédition. C'est l'invasion du Portugal par les troupes de Napoléon, en 1807, qui va lui donner l'occasion de mettre ses projets a exécution. En 1817, le prince héritier portugais, réfugié au Brésil, décide de se marier avec la sœur de l'empereur d'Autriche. Parmi les personnes qui l'accompagne en Amérique se trouvent de nombreux naturalistes dont Spix.

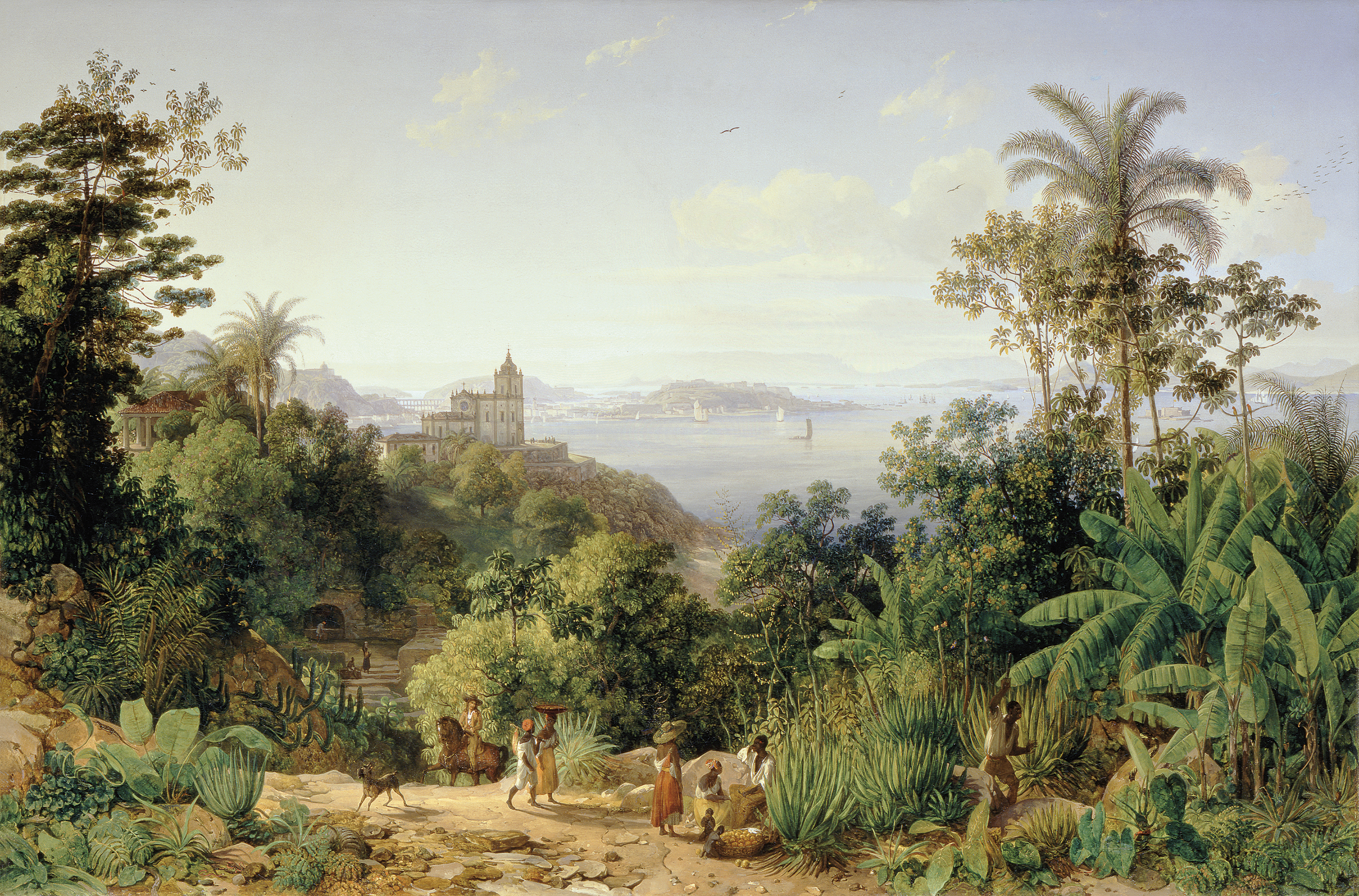
Vue des environs de Rio de Janeiro par Thomas Ender, membre de l'expédition autrichienne.

Spix entreprend avec le botaniste Carl Friedrich Philipp von Martius et une douzaine d'autres savants de 1817 à 1821 l'exploration de l'intérieur du Brésil dans le cadre de l'expédition scientifique autrichienne au Brésil. Ils en rapportent une collection de 6 500 plantes, 2 700 insectes (étudiés plus tard par Maximilian Perty), 85 reptiles, 350 oiseaux, 150 amphibiens et 116 poissons. Celle-ci est aujourd'hui conservée au Muséum zoologique de Munich.
Spix meurt le 15 mai 1826 à Munich d'une maladie contractée en Amérique. Avant sa mort, il publie huit livres sur son voyage, décrivant les vertébrés qu'il a observés mais aussi les mollusques et les arthropodes.
En 1824, Spix publie Testudinum et Ranarum et, en 1825, Lacertarum. Johann Georg Wagler fait paraître, en 1824, à partir des notes de Spix Serpentum Brasiliensium species novae ou histoire naturelle des espèces.
On lui connait quelques travaux en botanique, presque toujours en association avec Martius.